# Tuffi ai XVIII Giochi asiatici - Trampolino 1 metro maschile
La competizione dei tuffi dal trampolino 1 metro maschile dei XVIII Giochi asiatici si è disputata il 30 agosto 2018 presso il Gelora Bung Karno Aquatic Stadium, a Gelora, Giacarta Centrale, in Indonesia.  La gara si è svolta in due turni (preliminare e finale), in ognuno dei quali l'atleta ha eseguito una serie di sei tuffi.

## Programma
| Data           | Ora (UTC+7) | Turno       |
| -------------- | ----------- | ----------- |
| 30 agosto 2018 | 14:20       | Preliminari |
| 30 agosto 2018 | 20:50       | Finale      |

## Risultati

### Preliminare
| Class | Atleta                | Nazione       | Tuffi | Tuffi | Tuffi | Tuffi | Tuffi | Tuffi | Totale |
| Class | Atleta                | Nazione       | 1     | 2     | 3     | 4     | 5     | 6     | Totale |
| ----- | --------------------- | ------------- | ----- | ----- | ----- | ----- | ----- | ----- | ------ |
| 1     | Liu Chengming         | Cina          | 73.50 | 72.00 | 67.50 | 74.25 | 73.60 | 78.20 | 439.05 |
| 2     | Peng Jianfeng         | Cina          | 76.50 | 70.50 | 79.50 | 71.40 | 62.70 | 78.40 | 439.00 |
| 3     | Woo Ha-ram            | Corea del Sud | 66.30 | 77.55 | 67.20 | 72.00 | 67.50 | 55.50 | 406.05 |
| 4     | Kim Yeong-nam         | Corea del Sud | 68.00 | 59.40 | 64.00 | 63.00 | 73.60 | 66.00 | 394.00 |
| 5     | Syafiq Puteh          | Malaysia      | 62.40 | 57.35 | 55.50 | 58.50 | 63.00 | 64.50 | 361.25 |
| 6     | Ahmad Amsyar Azman    | Malaysia      | 55.50 | 45.90 | 58.50 | 46.20 | 67.20 | 70.40 | 343.70 |
| 7     | Ramananda Sharma      | India         | 45.50 | 54.00 | 37.50 | 62.00 | 66.00 | 62.40 | 327.40 |
| 8     | Aldinsyah Putra Rafi  | Indonesia     | 54.60 | 63.55 | 51.00 | 59.20 | 57.00 | 36.00 | 321.35 |
| 9     | Mojtaba Valipour      | Iran          | 53.30 | 42.00 | 49.50 | 54.00 | 46.50 | 57.60 | 302.90 |
| 10    | Tri Anggoro Priambodo | Indonesia     | 59.80 | 36.00 | 49.60 | 41.60 | 34.50 | 34.50 | 256.00 |
| 11    | Abdulaziz Balghaith   | Qatar         | 43.20 | 19.50 | 35.65 | 43.50 | 39.00 | 37.50 | 218.35 |
| 12    | Yuen Pak Yin          | Hong Kong     | 43.20 | 33.80 | 31.05 | 21.60 | 39.90 | 35.20 | 204.75 |

### Finale
| Class   | Atleta                | Nazione       | Tuffi | Tuffi | Tuffi | Tuffi | Tuffi | Tuffi | Totale |
| Class   | Atleta                | Nazione       | 1     | 2     | 3     | 4     | 5     | 6     | Totale |
| ------- | --------------------- | ------------- | ----- | ----- | ----- | ----- | ----- | ----- | ------ |
| Oro     | Peng Jianfeng         | Cina          | 76.50 | 76.50 | 76.50 | 81.60 | 74.25 | 76.80 | 462.15 |
| Argento | Liu Chengming         | Cina          | 79.50 | 72.00 | 67.50 | 70.95 | 80.00 | 62.90 | 432.85 |
| Bronzo  | Woo Ha-ram            | Corea del Sud | 66.30 | 59.40 | 60.80 | 67.20 | 64.50 | 64.50 | 382.70 |
| 4       | Ahmad Amsyar Azman    | Malaysia      | 54.00 | 61.20 | 58.50 | 56.10 | 62.40 | 70.40 | 362.60 |
| 5       | Kim Yeong-nam         | Corea del Sud | 69.70 | 54.45 | 59.20 | 58.50 | 41.60 | 69.00 | 352.45 |
| 6       | Ramananda Sharma      | India         | 55.90 | 48.00 | 57.00 | 49.60 | 69.30 | 65.60 | 345.40 |
| 7       | Syafiq Puteh          | Malaysia      | 54.60 | 65.10 | 58.50 | 52.50 | 42.00 | 61.50 | 334.20 |
| 8       | Mojtaba Valipour      | Iran          | 55.90 | 51.00 | 42.00 | 49.50 | 55.80 | 54.40 | 308.60 |
| 9       | Aldinsyah Putra Rafi  | Indonesia     | 42.90 | 63.55 | 54.00 | 44.80 | 34.50 | 39.00 | 278.75 |
| 10      | Tri Anggoro Priambodo | Indonesia     | 48.10 | 49.50 | 51.15 | 48.00 | 15.00 | 43.70 | 255.45 |
| 11      | Abdulaziz Balghaith   | Qatar         | 39.60 | 39.00 | 44.95 | 31.50 | 36.00 | 40.00 | 231.05 |
| 12      | Yuen Pak Yin          | Hong Kong     | 44.40 | 39.00 | 27.60 | 24.00 | 36.75 | 30.80 | 202.55 |